# ジーンズ カジュアル ダン
株式会社ジーンズ・カジュアル ダンは、広島県庄原市に本社がある、ジーンズ・カジュアルウェア専門チェーン店を展開する企業である。グンゼの完全子会社。

## 概要
- 西日本地区を中心にジーンズ・カジュアルウェア専門チェーン店「the dan」を展開する。2016年4月15日、グンゼが買収、完全子会社化したことが発表された[1]。

## 店舗
- 兵庫県
  - アスピア明石
  - ゆめタウン丹波
- 島根県
  - イオン松江ショッピングセンター
- 広島県
  - フジグラン緑井
  - 三次サングリーン
  - 庄原ショッピングセンター（ジョイフルながえ・本社併設）
  - フジグラン東広島
  - フジグランナタリー
- 山口県
  - サンリブ下松
  - ゆめタウン下松（星プラザエリア内）
  - フジグラン宇部
- 愛媛県
  - フジグラン重信

## 閉鎖店舗
- 大阪府
  - イオン高槻店
- 和歌山県
  - シティわかやま
- 岡山県
  - 天満屋津山店
- 広島県
  - 福屋広島駅前店（エールエールA館）
  - イオン海田店
  - サンリブ五日市
  - フジグラン安芸
  - フジグラン広島
  - フジグラン三原
  - イオン三原
- 鳥取県
  - イオンモール鳥取北
  - イオンモール日吉津
  - 倉吉パープルタウン
  - イオン米子駅前店
  - 米子本通り店
  - 米子米原店
- 島根県
  - 松江浜通店
  - 江津グリーンモール
- 山口県
  - 岩国
  - フジグラン山口
  - サンパークあじす
  - 防府サティ
  - おのだサンパーク
- 徳島県
  - フジグラン北島
- 愛媛県
  - フジグラン今治
  - フジグラン川之江
- 佐賀県
  - モラージュ佐賀

## CMスポンサー
- 山陰放送では毎週日曜12:54〜13:00の天気予報として担当している。

## 脚註
1. ↑  グンゼ、衣料専門店2社を買収 小売りのノウハウ取得日本経済新聞 2016年4月15日